# Maja khỏa thân
Maja khỏa thân (tên gốc tiếng Tây Ban Nha: La Maja Desnuda, tiếng Anh: The Nude Maja) là bức tranh sơn dầu của họa sĩ Tây Ban Nha, Francisco Goya, được thực hiện trong khoảng từ năm 1797 đến năm 1800. Tác phẩm phác họa một người phụ nữ khỏa thân nằm gối đầu trên giường nệm. Nhiều thông tin cho rằng bức tranh sau này đã được Manuel de Godoy mua lại, đưa vào bộ sưu tập tranh khỏa thân của mình và trưng bày trong một phòng riêng. Goya phác họa thêm một bức tranh nữa để làm một cặp với Maja khỏa thân, lấy tên là Maja diện y phục (tên gốc tiếng Tây Ban Nha: La Maja vestida, tiếng Anh: The Clothed Maja). Maja diện y phục vẫn thể hiện hình ảnh cô gái cũ nằm trên giường, nhưng lần này cô được mặc trang phục đầy đủ. Từ năm 1901, cả hai bức tranh được đưa về triển lãm ở bảo tàng Prado, thành phố Madrid, Tây Ban Nha.
Maja khỏa thân nổi tiếng với ánh mắt nhìn thẳng, không chút bẽn lẽn của cô gái người mẫu. Bức tranh được xem là một trong những tác phẩm nghệ thuật đầu tiên ở phương Tây miêu tả vùng nhạy cảm của phụ nữ mà không hề khiến cho khán giả cảm thấy dung tục (ví dụ nếu so sánh với hình ảnh gái mại dâm). Tác phẩm của Goya vừa dấy lên những chỉ trích từ phía giáo hội nhà thờ, vừa khơi gợi trí tò mò của công chúng, cũng như góp phần mở rộng quan điểm nghệ thuật đương thời.

## Danh tính người mẫu

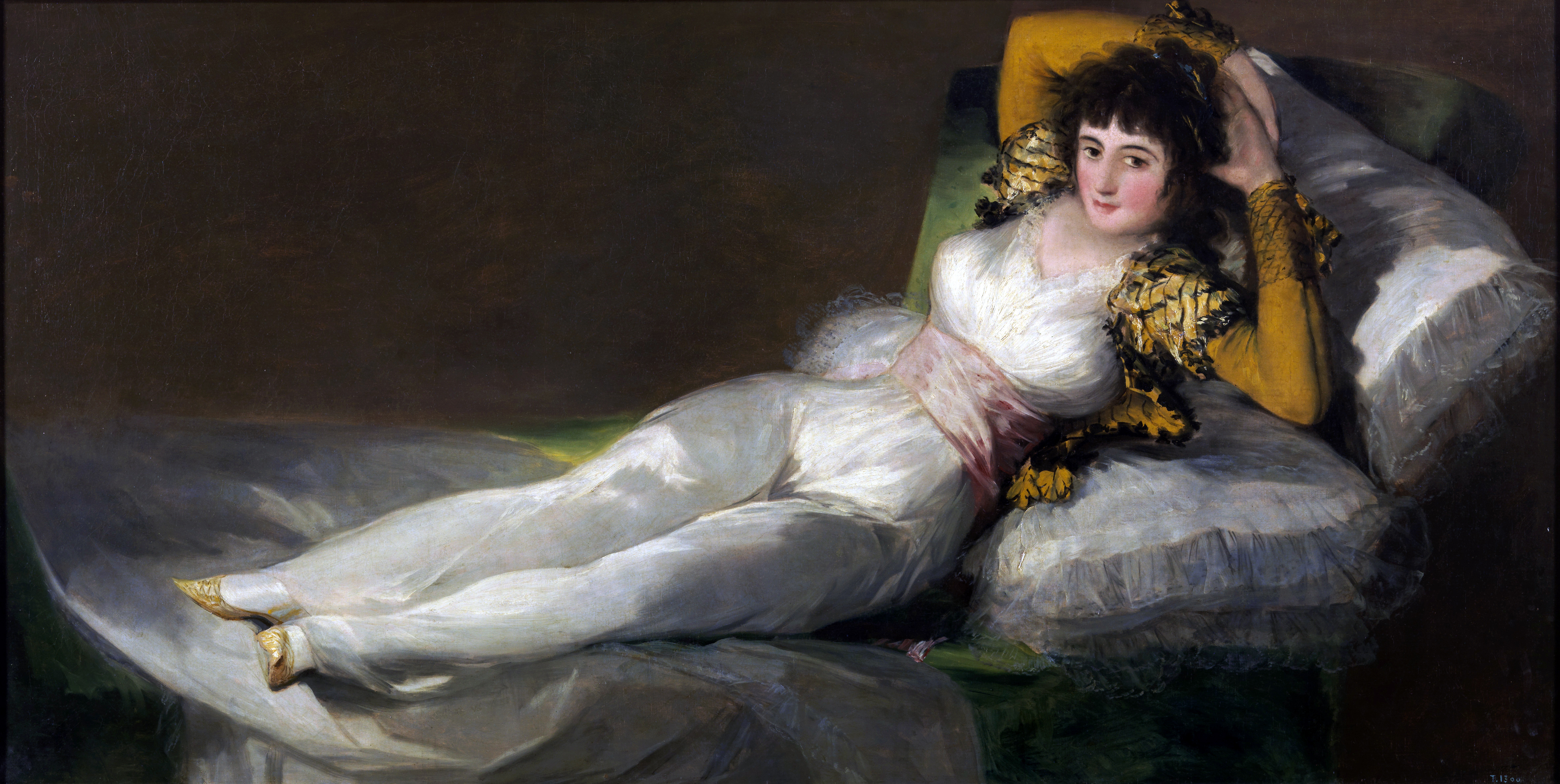
Bức tranh Maja diện y phục

Một số thông tin cho rằng đó là María del Pilar Teresa Cayetana de Silva y Álvarez de Toledo, Công nương thứ 13 của xứ Alba, Tây Ban Nha. María cũng được đồn là người yêu của Francisco Goya và đã được họa sĩ vẽ tặng hai bức chân dung cho mình (năm 1795 và 1797). Tuy nhiên, các học giả đã bác bỏ khả năng này, bao gồm cả nhà phê bình nghệ thuật người Úc, Robert Hughes, trong cuốn sách mà ông viết về tiểu sử Goya năm 2003. Nhiều người tin nhân vật trong tranh là Pepita Tudó hơn, cô là một người tình trẻ của Manuel Godoy. Trong khi những người khác lại khẳng định người mẫu là sự hòa trộn ngoại hình của nhiều cô gái khác nhau.